# Zaranj
Zaranj of Zarang (Pashto: زرنج) (Perzisch: زرنج), is een stad aan de westgrens van Afghanistan met een bevolking van bijna 161.000 inwoners (2015). Administratief is het de hoofdstad van de afgelegen en dunbevolkte provincie Nimroz. In 2019 had de stad een bevolking van 49 851 mensen en de woonbebouwing begon op minder dan twee kilometer van de grensovergang Abresham met Iran. 

## Verkeer
De stad is middels snelwegen verbonden met Lashkar Gah (Helmand) en Kandahar in het oosten, Farah in het noorden en de Iraanse stad Zabol in het westen.
Zaranj en Abresham liggen langs een eeuwenoude karavaanroute. De weg naar de Iraanse grens is een van de drie belangrijke handelsroutes die Centraal-Azië, Oost-Azië en Zuid-Azië verbinden met het Midden-Oosten en tevens een smokkelroute voor onder meer opium en tegenwoordig ook mensen. Op 8 maart 2022 meldde de New York Times een hausse in de handel van smokkelaars die – tegen betaling – hielpen bij de ontsnapping van honderdduizenden Afghanen die de grens met Iran probeerden over te steken, om te ontsnappen aan het Taliban-bewind en/of aan de barre economische omstandigheden. Volgens het rapport is "bijna iedereen in Zaranj op de een of andere manier betrokken bij de smokkelwereld".
De luchthaven van Zaranj ligt ongeveer 21 km ten oosten van de stad.
Een nieuwe snelweg genaamd ´Route 606´ werd voor de terugkeer van de Taliban in 2021 aangelegd tussen Zaranj en Delaram in de provincie Farah door de Border Roads Organization van de Indiase regering voor een bedrag van ongeveer 136 miljoen dollar, om daarmee een verbinding te openen tussen de haven van Chabahar in Iran en het belangrijkste ringwegsysteem rondom het bergachtige midden van Afghanistan dat Kaboel, Kandahar, Herat, Mazar-i-Sharif en Koenduz met elkaar verbindt. 
Het reeds voltooide deel van de 215 kilometer lange snelweg werd in januari 2009 door de Indiase minister van Buitenlandse Zaken Pranab Mukherjee aan de Afghaanse autoriteiten overgedragen in aanwezigheid van de toenmalige Afghaanse president Hamid Karzai en Minister van Buitenlandse Zaken Rangeen Dadfar Spanta. De Taliban waren tegen dit buitenlands project, saboteerden de werkzaamheden en lanceerden regelmatig aanvallen op de bouwvakkers in een poging de werkzaamheden tot stoppen te dwingen. De weg is slechts ten dele gereedgekomen.

## Geschiedenis
De geschiedenis van Zaranj gaat ruim 2500 jaar terug en Jakoeb ibn al-Layth al-Saffar, de grondlegger van de Saffariden-dynastie in de 9e en 10e eeuw, werd hier geboren. De Saffariden heersten over grote delen van Perzië en Centraal-Azië. Zaranj was hun regeringszetel. De krijgstochten van de Saffariden naar het oosten, naar gebied landindwaarts in het huidige Afghanistan en oosten van Iran, leidden tot verdere verspreiding van de islam onder een destijds hindoeïstische en boeddhistische bevolking.

## Bevolking
Beloetsjen maken 44% van de totale bevolking uit, gevolgd door Pashtuns 34% en Tadzjieken 22%.

## Klimaat
Zaranj geldt als de heetste plaats van Afghanistan, heter nog dan de stad Jalalabad in de provincie Nangarhar aan de oostgrens van het land. Beide plaatsen hebben meer van een landklimaat dan van een bergklimaat zoals in het tussengelegen gebied. De zomers zijn er broeierig, droog, winderig en helder, terwijl de winters er koud, droog en grotendeels helder zijn.
In de loop van het jaar bedraagt de temperatuur er doorgaans tussen amper meer dan 1° Celsius tot bijna 44 graden en ze ligt zelden lager dan 3 graden onder het vriespunt of boven de 46 graden.
Plaatsen elders in de wereld met vergelijkbare tempteraturen zijn Chandler in Arizona(Verenigde Staten en Hassi Messaoud in Algerije.  
Wat neerslag betreft kent Zaranj nauwelijks seizoensverschillen. Het percentage natte dagen per jaar varieert van -0% tot 6%, met een gemiddelde waarde van 2%. De maand met de meeste regendagen is maart, met een gemiddelde van 1,7 dagen. De minste regen van het jaar (namelijk: geen) valt doorgaans in de maand september.